# Rally de Gran Bretaña de 2010
El Rally de Gran Bretaña de 2010, oficialmente 66th Wales Rally of Great Britain, fue la decimotercera y última ronda de la temporada 2010 del Campeonato Mundial de Rally. Se celebró en las cercanías de Cardiff, Gales entre el 11 y el 14 de noviembre y contó con un itinerario de veinte tramos sobre tierra que sumaban un total de 344.66 km cronometrados. Fue también la novena y última ronda del campeonato de producción y la décima y última ronda del campeonato Super 2000.

## Itinerario y resultados
| Día            | SS   | Tiempo | Nombre              | Distancia | Ganador                           | Tiempo  | Velo. media | Líder rally        |
| -------------- | ---- | ------ | ------------------- | --------- | --------------------------------- | ------- | ----------- | ------------------ |
| Día 1 (11 Nov) | SS1  | 19:30  | Cardiff Bay 1       | 1.70 km   | Sébastien Loeb                    | 1:16.1  | 80.42 km/h  | Sébastien Loeb     |
| Día 2 (12 Nov) | SS2  | 9:38   | Hafren 1            | 32.14 km  | Jari-Matti Latvala                | 18:43.2 | 103.01 km/h | Jari-Matti Latvala |
| Día 2 (12 Nov) | SS3  | 10:19  | Sweet Lamb 1        | 4.26 km   | Sébastien Loeb                    | 2:54.4  | 87.94 km/h  | Sébastien Loeb     |
| Día 2 (12 Nov) | SS4  | 10:37  | Myherin 1           | 27.88 km  | Jari-Matti Latvala                | 15:33.3 | 107.54 km/h | Jari-Matti Latvala |
| Día 2 (12 Nov) | SS5  | 13:51  | Hafren 2            | 32.14 km  | Sébastien Ogier                   | 18:39.0 | 103.40 km/h | Jari-Matti Latvala |
| Día 2 (12 Nov) | SS6  | 14:32  | Sweet Lamb 2        | 4.26 km   | Sébastien Loeb                    | 2:57.1  | 86.60 km/h  | Jari-Matti Latvala |
| Día 2 (12 Nov) | SS7  | 14:50  | Myherin 2           | 27.88 km  | Sébastien Loeb                    | 15:16.5 | 109.51 km/h | Sébastien Loeb     |
| Día 3 (13 Nov) | SS8  | 9:03   | Radnor 1            | 14.78 km  | Petter Solberg Jari-Matti Latvala | 7:31.5  | 117.85 km/h | Petter Solberg     |
| Día 3 (13 Nov) | SS9  | 10:19  | Monument Hill 1     | 10.14 km  | Petter Solberg                    | 5:46.5  | 105.35 km/h | Petter Solberg     |
| Día 3 (13 Nov) | SS10 | 10:43  | Four Ways Crychan 1 | 25.14 km  | Sébastien Loeb                    | 13:48.7 | 109.21 km/h | Sébastien Loeb     |
| Día 3 (13 Nov) | SS11 | 11:22  | Halfway 1           | 18.37 km  | Petter Solberg                    | 10:28.2 | 105.27 km/h | Sébastien Loeb     |
| Día 3 (13 Nov) | SS12 | 14:07  | Radnor 2            | 14.78 km  | Sébastien Loeb                    | 7:22.3  | 120.30 km/h | Sébastien Loeb     |
| Día 3 (13 Nov) | SS13 | 15:23  | Monument Hill 2     | 10.14 km  | Sébastien Loeb                    | 5:46.0  | 105.50 km/h | Sébastien Loeb     |
| Día 3 (13 Nov) | SS14 | 15:47  | Four Ways Crychan 2 | 25.14 km  | Sébastien Loeb                    | 14:04.9 | 107.12 km/h | Sébastien Loeb     |
| Día 3 (13 Nov) | SS15 | 16:26  | Halfway 2           | 18.37 km  | Petter Solberg                    | 10:35.9 | 104.00 km/h | Sébastien Loeb     |
| Día 3 (13 Nov) | SS16 | 18:34  | Cardiff Bay 2       | 1.70 km   | Sébastien Loeb                    | 1:15.5  | 81.06 km/h  | Sébastien Loeb     |
| Día 4 (14 Nov) | SS17 | 8:33   | Resolfen 1          | 29.99 km  | Sébastien Loeb                    | 15:57.8 | 112.72 km/h | Sébastien Loeb     |
| Día 4 (14 Nov) | SS18 | 9:46   | Margam Park 1       | 8.08 km   | Sébastien Loeb                    | 5:06.2  | 95.00 km/h  | Sébastien Loeb     |
| Día 4 (14 Nov) | SS19 | 11:25  | Resolfen 2          | 29.99 km  | Jari-Matti Latvala                | 16:03.8 | 112.02 km/h | Sébastien Loeb     |
| Día 4 (14 Nov) | SS20 | 12:38  | Margam Park 2       | 8.08 km   | Dani Sordo                        | 5:08.2  | 94.38 km/h  | Sébastien Loeb     |

## Clasificación final
| Pos.      | Piloto              | Copiloto           | Automóvil                     | Tiempo    | Diferencia | Puntos  |
| General   | General             | General            | General                       | General   | General    | General |
| --------- | ------------------- | ------------------ | ----------------------------- | --------- | ---------- | ------- |
| 1.        | Sébastien Loeb      | Daniel Elena       | Citroën C4 WRC                | 3:14:54.0 | 0.0        | 25      |
| 2.        | Petter Solberg      | Chris Patterson    | Citroën C4 WRC                | 3:15:13.1 | 19.1       | 18      |
| 3.        | Jari-Matti Latvala  | Miikka Anttila     | Ford Focus RS WRC 09          | 3:16:29.3 | 1:35.3     | 15      |
| 4.        | Mikko Hirvonen      | Jarmo Lehtinen     | Ford Focus RS WRC 09          | 3:16:47.3 | 1:53.3     | 12      |
| 5.        | Dani Sordo          | Diego Vallejo      | Citroën C4 WRC                | 3:17:06.2 | 2:12.2     | 10      |
| 6.        | Henning Solberg     | Ilka Minor         | Ford Focus RS WRC 08          | 3:21:20.5 | 6:26.5     | 8       |
| 7.        | Matthew Wilson      | Scott Martin       | Ford Focus RS WRC 08          | 3:23:31.8 | 8:37.8     | 6       |
| 8.        | Kimi Räikkönen      | Kaj Lindström      | Citroën C4 WRC                | 3:25:21.9 | 10:27.9    | 4       |
| 9.        | Mads Østberg        | Jonas Andersson    | Subaru Impreza WRC 2007       | 3:27:07.7 | 12:13.7    | 2       |
| 10.       | Andreas Mikkelsen   | Ola Fløene         | Škoda Fabia S2000             | 3:28:55.2 | 14:01.2    | 1       |
| SWRC      |                     |                    |                               |           |            |         |
| 1. (10.)  | Andreas Mikkelsen   | Ola Fløene         | Škoda Fabia S2000             | 3:28:55.2 | 0.0        | 25      |
| 2. (12.)  | Craig Breen         | Gareth Roberts     | Ford Fiesta S2000             | 3:34:57.9 | 6:02.7     | 18      |
| 3. (13.)  | Xavier Pons         | Alex Haro          | Ford Fiesta S2000             | 3:35:10.7 | 6:15.5     | 15      |
| 4. (14.)  | Patrik Sandell      | Emil Axelsson      | Škoda Fabia S2000             | 3:35:15.9 | 6:20.7     | 12      |
| 5. (15.)  | Michał Kościuszko   | Maciek Szczepaniak | Ford Fiesta S2000             | 3:37:14.1 | 8:18.9     | 10      |
| PWRC      |                     |                    |                               |           |            |         |
| 1. (17.)  | Ott Tänak           | Kuldar Sikk        | Mitsubishi Lancer Evolution X | 3:38:31.0 | 0.0        | 25      |
| 2. (18.)  | Armindo Araújo      | Miguel Ramalho     | Mitsubishi Lancer Evolution X | 3:41:46.8 | 3:15.8     | 18      |
| 3. (19.)  | Hayden Paddon       | John Kennard       | Mitsubishi Lancer Evolution X | 3:42:58.9 | 4:27.9     | 15      |
| 4. (20.)  | Jason Pritchard     | Robbie Durant      | Subaru Impreza WRX STI        | 3:45:35.4 | 7:04.4     | 12      |
| 5. (22.)  | Patrik Flodin       | Göran Bergsten     | Subaru Impreza WRX STI        | 3:46:51.9 | 8:20.9     | 10      |
| 6. (25.)  | Dave Weston, Jr.    | Ieuan Thomas       | Subaru Impreza WRX STI        | 3:53:18.4 | 14:47.4    | 8       |
| 7. (26.)  | Michel Jourdain Jr. | Óscar Sánchez      | Mitsubishi Lancer Evolution X | 3:54:29.1 | 15:58.1    | 6       |
| 8. (28.)  | Alex Raschi         | Rudy Pollet        | Mitsubishi Lancer Evolution X | 3:55:51.4 | 17:20.4    | 4       |
| 9. (30.)  | Toshi Arai          | Daniel Barritt     | Subaru Impreza WRX STI        | 3:58:55.1 | 20:24.1    | 2       |
| 10. (32.) | Reijo Muhonen       | Juha Kanerva       | Mitsubishi Lancer Evolution X | 4:05:08.5 | 26:37.5    | 1       |